# Cripple Bastards
Cripple Bastards é uma banda italiana de grindcore/thrashcore, formada em 1988 por Alberto The Cripple e Giulio The Bastard.
A banda tem dezenas de álbuns e EP lançados, a maioria no formato split-EP com diversas bandas da cena punk/hardcore mundial, lançados e distribuídos de forma independente, seguindo o estilo DIY (Do It Yourself).